# Frans Mertens (politicus)
Frans Mertens (Beerse, 19 maart 1800 - aldaar, 5 januari 1875) was een Belgisch politicus.

## Levensloop
Hij was burgemeester te Beerse van 1 januari 1864 tot 30 december 1869. Schepenen onder zijn bestuur waren Joseph Hermans en Carolus Nuyens.